# Aalborg Portland Park
Aalborg Portland Park är en fotbollsarena i Ålborg i Danmark. Arenan är hemmaarena för AaB sedan 1960.
Arenan, då kallad Aalborg Stadion, invigdes 1920 och utvidgades 1927 med en sittplatsläktare. 1937 tillfördes en ståplatsläktare och arenan fick då en kapacitet på 3 000 åskådare.
I juni 1960 brann läktaren och en ny anläggning invigdes 1962 med en match mellan Ålborgs stadslag och Göteborgsalliansen med över 14 000 åskådare, många av dessa hade kommit för att se en match i elbelysning, vilket många nordjyllänningar inte hade upplevt vid den tiden.
Under vintern 1994/95 byggdes läktarna på kortsidorna om, medan den norra läktaren byggdes om från ståplatsläktare till sittplatsläktare. Våren 2002 invigdes en helt ny och ombyggd stadion med en nordlig läktare i två våningar samt en rad ändringar på de övriga läktarna.
Arenan har numera en publikkapacitet på 13 800 åskådare. Vid internationella matcher är kapaciteten 10 500, då alla ståplatser görs om till sittplatser.
Det har spelats ett flertal landskamper på arenan av Danmarks herrlandslag, damlandslag och ungdomslandslagen.

## Namnhistorik
Hösten 2007 fick anläggningen det officiella namnet Energi Nord Arena på grund av ett sponsoravtal med Energi Nord. I mars 2012 tog Nordjyske Medier över som sponsor och anläggningen fick namnet Nordjyske Arena. Sedan våren 2017 heter arenan Aalborg Portland Park då cementföretaget Aalborg Portland gick in som sponsor.

### Webbkällor
- ”Aalborg Portland Park” (på danska). AaB. Arkiverad från originalet den 23 september 2020. https://web.archive.org/web/20200923225533/https://aabsport.dk/om-aab/aalborg-portland-park/. Läst 12 december 2020.